# Gymnoscelis bistrigata
Gymnoscelis bistrigata là một loài bướm đêm trong họ Geometridae.